# Philippines aux Jeux olympiques d'été de 2016
Les Philippines participent aux Jeux olympiques d'été de 2016 à Rio de Janeiro au Brésil du 5 août au 21 août 2016. Il s'agit de leur 21e participation à des Jeux olympiques d'été.

## Médaillés
| Sport                  | Discipline            | Sportifs     | Performance | Date   |
| Médailles d’argent : 1 |                       |              |             |        |
| Haltérophilie          | Moins de 53 kg femmes | Hidilyn Diaz | 200         | 7 août |

## Athlétisme
Courses
| Athlète        | Evenement               | Séries   | Séries | Demi-finale | Demi-finale | Finale   | Finale  |
| Athlète        | Evenement               | Resultat | Rang   | Resultat    | Rang        | Resultat | Rang    |
| -------------- | ----------------------- | -------- | ------ | ----------- | ----------- | -------- | ------- |
| Eric Cray      | 400 mètres haies hommes | 49.05    | 3 Q    | 49.37       | 7           | Éliminé  | Éliminé |
| Mary Joy Tabal | Marathon femmes         | NC       | NC     | NC          | NC          | 3:02:27  | 124     |

Concours
| Athlète           | Évènement               | Qualification | Qualification | Finale   | Finale   |
| Athlète           | Évènement               | Distance      | Rang          | Distance | Rang     |
| ----------------- | ----------------------- | ------------- | ------------- | -------- | -------- |
| Marestella Torres | Saut en longueur femmes | 6.22          | 28            | Éliminée | Éliminée |

## Boxe
| Athlète       | Évènement               | 1/32e de finale              | 1/16e de finale                 | Quart de finale | Demi-finale | Finale   | Finale  |
| Athlète       | Évènement               | Resultat                     | Resultat                        | Resultat        | Resultat    | Resultat | Rang    |
| ------------- | ----------------------- | ---------------------------- | ------------------------------- | --------------- | ----------- | -------- | ------- |
| Rogen Ladon   | Poids mi-mouches hommes | -                            | Battu par Yuberjén Martínez 0–3 | Éliminé         | Éliminé     | Éliminé  | Éliminé |
| Charly Suarez | Poids légers hommes     | Battu par Joseph Cordina 1–2 | Éliminé                         | Éliminé         | Éliminé     | Éliminé  | Éliminé |

## Golf
| Athlète        | Évènement         | Jour 1 | Jour 2 | Jour 3 | Jour 4 | Total | Total | Total |
| Athlète        | Évènement         | Score  | Score  | Score  | Score  | Score | Par   | Rang  |
| -------------- | ----------------- | ------ | ------ | ------ | ------ | ----- | ----- | ----- |
| Miguel Tabuena | Parcours masculin | 73     | 75     | 73     | 70     | 291   | +7    | 53    |

## Judo
| Athlète     | Évènement             | Round of 64                         | 1/32e de finale | 1/16e de finale | Quart de finale | Demi-finales | Repêchage | Finale   | Finale  |
| Athlète     | Évènement             | Résultat                            | Résultat        | Résultat        | Résultat        | Résultat     | Résultat  | Résultat | Rang    |
| ----------- | --------------------- | ----------------------------------- | --------------- | --------------- | --------------- | ------------ | --------- | -------- | ------- |
| Kodo Nakano | Moins de 81 kg hommes | Battu par Matteo Marconcini 000–100 | Éliminé         | Éliminé         | Éliminé         | Éliminé      | Éliminé   | Éliminé  | Éliminé |

## Natation
| Athlète          | Evènementt              | Séries  | Séries | Demi-finale | Demi-finale | Finale   | Finale   |
| Athlète          | Evènementt              | Temps   | Rang   | Temps       | Rang        | Temps    | Rang     |
| ---------------- | ----------------------- | ------- | ------ | ----------- | ----------- | -------- | -------- |
| Jessie Lacuna    | 400 m nage libre hommes | 4:01.70 | 46     | NC          | NC          | Éliminé  | Éliminé  |
| Jasmine Alkhaldi | 100 m nage libre femmes | 56.30   | 33     | Éliminée    | Éliminée    | Éliminée | Éliminée |

## Tennis de table
| Athlète    | Evènement     | Tour préliminaire       | 1er tour | 2e tour  | 3e tour  | 4e tour  | Quart de finale | Demi-finale | Finale   | Finale   |
| Athlète    | Evènement     | Resultat                | Resultat | Resultat | Resultat | Resultat | Resultat        | Resultat    | Resultat | Rang     |
| ---------- | ------------- | ----------------------- | -------- | -------- | -------- | -------- | --------------- | ----------- | -------- | -------- |
| Ian Lariba | Simple femmes | Battue par Han Xing 0-4 | Éliminée | Éliminée | Éliminée | Éliminée | Éliminée        | Éliminée    | Éliminée | Éliminée |

## Taekwondo
| Athlète       | Évènement     | 1/16e de finale               | Quart de finale | Demi-finale | Repêchage                  | Finale   | Finale |
| Athlète       | Évènement     | Resultat                      | Resultat        | Resultat    | Resultat                   | Resultat | Rang   |
| ------------- | ------------- | ----------------------------- | --------------- | ----------- | -------------------------- | -------- | ------ |
| Kirstie Alora | Femmes +67 kg | Battue par María Espinoza 1-4 | Éliminée        | Éliminée    | Battue par Wiam Dislam 5-7 | Éliminée | 7      |

## Haltérophilie
| Athlète        | Evènement     | Arraché  | Arraché | Épaulé-jeté | Épaulé-jeté | Total | Rang              |
| Athlète        | Evènement     | Resultat | Rang    | Resultat    | Rang        | Total | Rang              |
| -------------- | ------------- | -------- | ------- | ----------- | ----------- | ----- | ----------------- |
| Nestor Colonia | Hommes −56 kg | 120      | 7       | 154         | Éliminé     | 120   | Éliminé           |
| Hidilyn Diaz   | Femmes −53 kg | 88       | 6       | 112         | 2           | 200   | Médaille d'argent |